# Universidad Tecnológica Empresarial de Guayaquil
Para el centro universitario en Guayas, Guayaquil Universidad Tecnológica Empresarial de Guayaquil
La Universidad Tecnológica Empresarial de Guayaquil, conocida por el acrónimo UTEG, es una universidad del tipo Particular Autofinanciada creada el 31 de enero del 2000, a partir del INTESCO, en la ciudad de Guayaquil, Ecuador.

## Historia
El 6 de marzo de 1995 se funda el Instituto Tecnológico Superior de Comercio (INTESCO), cuyo objetivo era formar técnicos y tecnólogos con habilidades empresariales. Como consecuencia del crecimiento y buena acogida que tuvo el INTESCO, en el año 2000 nace la Universidad Tecnológica Empresarial de Guayaquil (UTEG), como institución privada con personería jurídica, autónoma y sin fines de lucro.
La UTEG fue creada por iniciativa de la Cámara de Comercio de Guayaquil, la cual mediante la ley 2000-50 aprobada por el Congreso Nacional del Ecuador, sancionada por el presidente de la República, Dr. Gustavo Noboa Bejarano, y publicada en el Registro Oficial #6 el 31 de enero del 2000, con la finalidad de ofrecer carreras en estudios superiores de tercer nivel.
El mentalizador de esta institución fue el Ing. Joaquín Zevallos Macchiavello, quien además fue Presidente de la Cámara de Comercio de Guayaquil. La primera rectora de la institución fue la Dra. Genoveva Zavala de Mayer, y su sucesor fue el Ab. Marcelo Santos Vera. En la actualidad, el cargo de rector lo ejerce Mara Cabanilla Guerra, Ph.D.

## Metodología
El método de enseñanza utilizado por la UTEG es teórico-práctico. Las mallas curriculares de cada carrera hacen énfasis en la investigación, planificación y desarrollo de proyectos y casos, para proponer soluciones y mejoras a problemas reales y actuales. Existen dos modalidades de estudio: la presencial, desarrollada entre semana y la semipresencial, los fines de semana.

## Carreras

### Grado
Maestrías
Doctorado

## Modalidad Presencial
- Ingeniería en Logística y Transporte
- Ingeniería en Software
- Ingeniería en Telecomunicaciones
- Ingeniería en Tecnologías de la Información
- Licenciatura en Administración de Empresas
- Licenciatura en Gestión del Talento Humano
- Licenciatura en Administración Portuaria y Aduanera
- Licenciatura en Comercio Exterior
- Licenciatura en Finanzas
- Licenciatura en Contabilidad y Auditoría
- Licenciatura en Turismo
- Licenciatura en Mercadotecnia
- Economía

## Modalidad Semipresencial
- Licenciatura en Comunicación

## Modalidad A Distancia
- Licenciatura en Administración de Empresas
- Licenciatura en Gestión del Talento Humano
- Licenciatura en Comercio Exterior
- Licenciatura en Finanzas
- Licenciatura en Contabilidad y Auditoría
- Economía

## Modalidad On Line
- Licenciatura en Administración de Empresas
- Licenciatura en Turismo
- Licen